# La Galigo

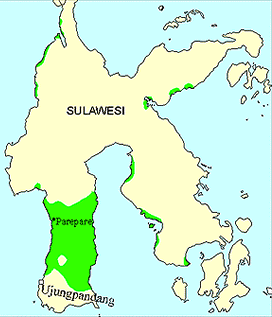
Zasięg języka bugijskiego

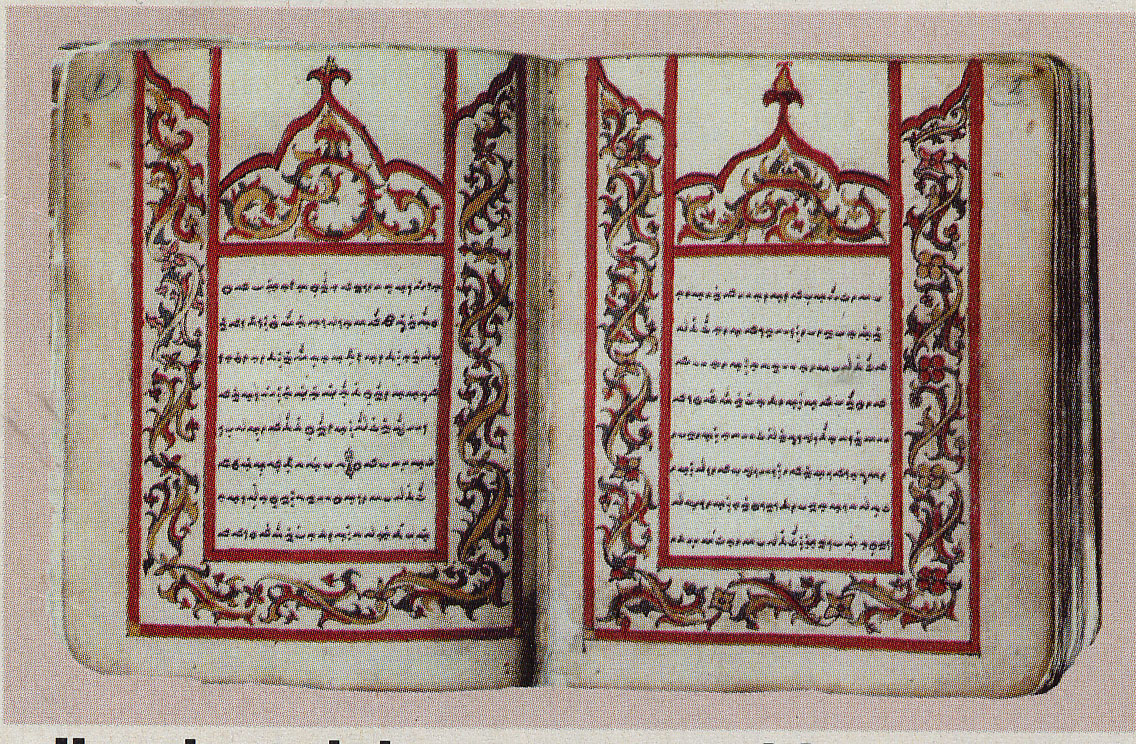
Manuskrypt La Galigo z XIX w.

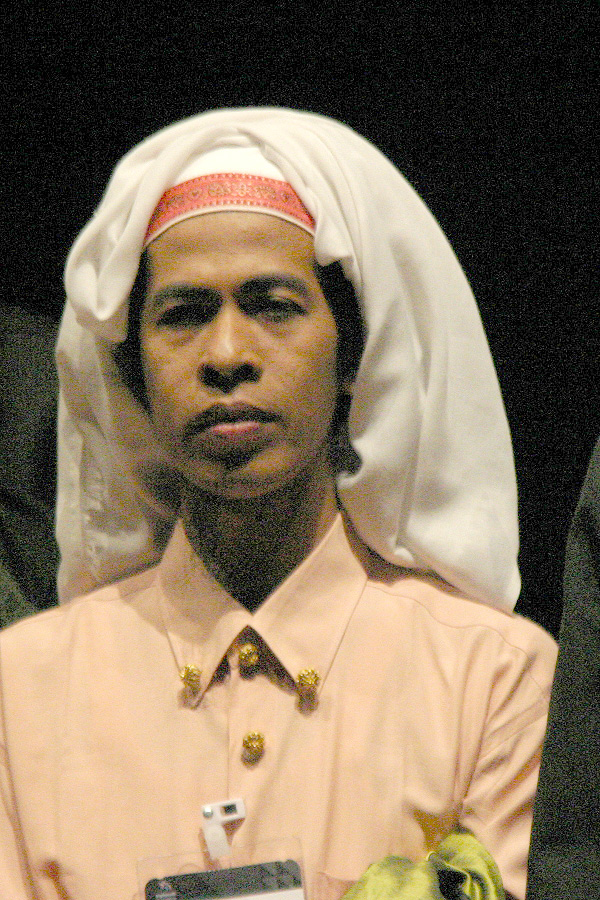
Puang Matoa Saidi, jeden z ostatnich szamanów bissu, występujący w sztuce Roberta Wilsona I La Galigo, Singapur, 13 marca 2004 roku

La Galigo, także Sureq Galigo – indonezyjski epos stworzenia pochodzący z południowej części Celebesu (indonez. Sulawesi), spisany w starej formie języka bugijskiego w ok. XIV w., zachowany w formie wielu manuskryptów, obejmujący 6 tys. foliałów (około 300 tys. wersów) – jedno z najobszerniejszych dzieł literatury na świecie, półtora razy dłuższe od hinduskiej Mahabharaty.
Wiele manuskryptów znajduje się w kolekcjach państwowych i prywatnych na Celebesie, m.in. w Makassarze, inne przechowywane są w Dżakarcie, Lejdzie, Berlinie, Londynie i Manchesterze oraz Waszyngtonie.
W 2011 r. manuskrypty z Lejdy i z Makassaru zostały wpisane przez UNESCO na listę Pamięci Świata.

## Manuskrypt z Makassaru
Manuskrypt 2610/07.114 Sawérigading dan La Galigo ke Senrijawa, najprawdopodobniej z pierwszej połowy XIX wieku (na co wskazuje kształt liter pisma bugijskiego), liczący 217 stron, przechowywany jest w Muzeum La Galigo. Dokument napisany jest pismem bugijskim, każda strona zawiera 16 linijek tekstu, przy czym co pięć liter występuje pallawa. Muhammad Salim (1936–2011) – badający manuskrypt w latach 2008–2009 – wysunął tezę, że autor sporządził dokument intonując lub śpiewając tekst.
Manuskrypt obejmuje jedną opowieść z La Galigo traktującą o podróży Sawérigadinga i jego syna La Galigo do Senrijawy na wesele i ceremonię inicjacyjną szamana bissu.

## Manuskrypt z Lejdy
Manuskrypt NBG-Boeg 188 La Galigo znajduje się w zbiorach biblioteki tamtejszego uniwersytetu. Obejmuje dwanaście tomów i zawiera najdłuższy znany fragment La Galigo – 2851 foliałów – obejmujący trzy pierwsze części eposu. Manuskrypt napisany został w XIX wieku przez Colliq Pujié (1812–1876), córkę króla bugijskiego królestwa Pancany. Colliq Pujié współpracowała przez dwadzieścia lat z B.F. Matthesem (1818–1908), misjonarzem Holenderskiego Towarzystwa Biblijnego na Celebesie (1848–1880) i lingwistą holenderskim, specjalizującym się w studiach nad kulturą bugijską.
Manuskrypt został przełożony na język indonezyjski przez Muhammada Salima (1936–2011) w latach 1988–1993. Pierwsze dwa tomy zostały wydane w obydwu wersjach językowych w 1995 i 2000 roku.

## Treść eposu
Epos rozpoczyna mit o stworzeniu świata i ludu Bugijczyków. Pierwszy człowiek – Batara Guru – zstąpił na ziemię z Wyższego Świata (Boting Langiq), po tym jak jego ojciec – bóg Patotoqé – został przekonany przez swoje sługi, by posłać na pustą ziemię syna. Historia obejmuje sześć pokoleń, a głównym bohaterem eposu jest wnuk Batary Guru – Sawérigading. Młody Sawérigading odbywa wiele podróży, m.in. wokół Celebesu, na Moluki i Sumbawę. Podczas jednej z wypraw odwiedza wyspę kosmicznego drzewa Pao Jengki, którego korzenie sięgają środka ziemi, a gałęzie nieba. Pośrodku oceanu znajduje wielki wir morski, który łączy wody ze światem. Dwukrotnie wkracza do krainy śmierci. Za pierwszym razem musi podjąć decyzję o niepoślubianiu zmarłej księżniczki We Pinrakati. Za drugim razem przyprowadza z powrotem do świata żywych Welle ri Lino, z którą był zaręczony.
Po powrocie do domu w Luwu, zakochuje się w swojej siostrze bliźniaczce We Tenriabeng, z którą został rozdzielony zaraz po narodzinach. Pomimo sprzeciwu siostry postanawia ją poślubić. We Tenriabeng opowiada mu o kuzynce We Cudai, która jest do niej bardzo podobna, a mieszka w krainie Cina. We Tenriabeng jako dowód oddania daje bratu pukiel swoich włosów, jedną z bransoletek i jeden z pierścieni. Sawérigading pragnie poznać kuzynkę i ciosa łódź z pnia gigantycznego drzewa Welenreng. Podczas ścinania drzewa, spadają na ziemie wszystkie ptasie gniazda, z których wypadają jajka i rozbija się, powodując powódź. Sawérigading przyrzeka nigdy więcej nie stawać na ziemi Luwu. Po wielu bitwach morskich odnajduje We Cudai, którą poślubia. Z ich związku rodzi się m.in. syn La Galigo, od którego imienia nazwano epos i córka We Tenridio, która zostaje szamanką bissu.
Z okazji ślubu swojego wnuka La Tenriatatty, Sawérigading łamie przysięgę i staje na ziemi Luwu. Fala oceanu porywa go wraz z małżonką do Niższego Świata, gdzie obejmują władzę po Guri ri Sellengu. We Tenriabeng i jej mąż Remmang ri Langi władają Wyższym Światem. Kiedy jedna z córek Sawérigadingy i jeden z synów We Tenriabeng pobierają się i rodzi się ich syn, na zawsze znika powiązanie pomiędzy ziemią a innymi światami, a ludzkość pozostaje sama.

## I La Galigo
La Galigo zostało przeniesione na scenę opery przez Roberta Wilsona. Sztuka miała premierę w 2004 roku w Singapurze, kolejne spektakle miały miejsce w Amsterdamie, Barcelonie, Madrycie, Lyonie, Ravennie, Nowym Jorku, Dżakarcie i Melbourne. Obsada składała się z 53 muzyków i tancerzy wyłącznie z Indonezji, głównie z Celebesu. W inscenizacji brał udział jeden z ostatnich szamanów bissu Puang Matoa Saidi, który prowadził narrację.